# تیو پاکوسادوو
تیو پاکوسادِوو (اندونزیایی: Tio Pakusadewo؛ زادهٔ ۲ سپتامبر ۱۹۶۳) یک هنرپیشه اهل اندونزی است. وی از سال ۱۹۸۷ میلادی تاکنون مشغول فعالیت بوده‌است.
از فیلم‌ها یا برنامه‌های تلویزیونی که وی در آن نقش داشته‌است می‌توان به یورش ۲ اشاره کرد.